# Sistema de Información Documental en Red de Asturias
El Sistema de Información Documental en Red de Asturias (SIDRA) fue creado en 2004 y se define como un sistema corporativo de gestión documental y de información en red cuya finalidad es facilitar el acceso a los recursos bibliográficos y documentales de la misma.
De este modo, SIDRA pone a disposición de la organización y el público en general la información, la documentación y el conocimiento generado y recogido por la Administración en el ejercicio de sus funciones y competencias a través de lo que se conoce como Biblioteca Digital del Principado de Asturias, que ofrece unas 100.000 referencias y documentos en línea que permite el tratamiento, la recuperación (diferentes posibilidades de búsqueda), la distribución (diferentes modos de difusión de la información) y, en su caso, el préstamo, de toda la documentación.

## Objetivos del SIDRA
- Dar servicio a la sociedad asturiana facilitando el acceso a la información disponible en los centros de documentación de la Administración del Principado de Asturias, creando una red corporativa de centros de documentación para la gestión y administración de los recursos documentales e informativos.
- Dar soporte a la Administración del Principado con un sistema de información documental que sirva a las necesidades actuales y futuras de la organización y la dirección, basándose en la gestión del conocimiento, implantando las herramientas tecnológicas necesarias que permitan tanto la adquisición como la gestión y tratamiento de los recursos documentales y racionalizando tanto los esfuerzos humanos como los costes actuales de adquisición.

Otros objetivos
- Crear, administrar y mantener la red de centros de documentación de la administración directa e institucional del Principado de Asturias.
- Administrar y mantener un sistema de tratamiento y gestión documental que utiliza estándares y normaliza los procedimientos de tratamiento y difusión de la información, entendidos estos como los servicios a través de Internet e Intranet que facilitan la búsqueda, localización y recuperación de la información, permitiendo a los usuarios finales acceder a los recursos documentales públicos en sus distintos formatos, tanto físico como electrónico.
- Crear y organizar subsistemas de información a demanda para gestores, colectivos específicos, asesores y directivos.
- Explotar toda la información específica o restringida de cada unidad gestora de información o subsistema, que se complementa por agregación (a elección) con la información contenida en los fondos documentales y bibliográficos de la red pública.

## Servicios
SIDRA ofrece los siguientes servicios web de acceso multicanal:
A través de Internet
- Consulta y explotación de referencias documentales de los centros es: básico, guiado y avanzado).
- Acceso a la red de centros de forma colectiva o singular.
- Enlaces a otros centros y catálogos relacionados.
- Monográficos.
- Petición de publicaciones (Desiderata).
- Reserva de documentos.
- Suscripción a avisos (sms o correo electrónico) sobre reservas y desideratas.
- Acceso restringido mediante identificación a:
  - Gestión de la aplicación.
  - Acceso a la información permitida por su perfil:consulta y explotación de referencias y descarga de documentos.

A través de Intranet
- Consulta y explotación de referencias documentales de los centros de acceso restringido.
- Suscripción a boletines informativos (listas rápidas) personalizados por el demandante y enviados a través del correo electrónico.
- Boletín de sumarios del Centro de Documentación del Principado de Asturias.
- Punto de acceso a manuales corporativos.

## Centros de la Red
La Red SIDRA está formada por centros de documentación y bibliotecas especializadas de distintos ámbitos y por otras unidades gestoras de información de la administración (gabinetes, departamentos administrativos...).

Centros que actualmente forman parte de la red
- Área de Información y Documentación de la Unidad de Coordinación del Plan sobre Drogas para Asturias.
- Autoridad Portuaria de Gijón.
- Biblioteca de la Sociedad Asturiana de Estudios Económicos e Industriales (SADEI).
- Biblioteca del Instituto Asturiano de Prevención de Riesgos Laborales (IAPRL).
- Biblioteca del Servicio Regional de Investigación y Desarrollo Agroalimentario (SERIDA).
- Centro de Documentación de la Academia de la Llingua (ALLA).
- Centro de Documentación de la Agencia de Sanidad Ambiental y Consumo.
- Centro de Documentación de la Dirección General de Relaciones Exteriores y Asuntos Europeos.
- Centro de Documentación del Consejo Económico y Social.
- Centro de Documentación del Conseyu de la Mocedá.
- Centro de Documentación del Instituto Asturiano de la Mujer.
- Centro de Documentación del Instituto de Desarrollo Económico del Principado de Asturias (IDEPA).
- Centro de Documentación del Principado de Asturias.
- Centro Regional de Información y Documentación Juvenil (CRIDJ).
- Coordinadora de ONGD del Principado de Asturias.
- Dirección General de Informática.
- Ente Público de Servicios Tributarios del Principado de Asturias.
- Gabinete del Consejero de Economía y Administración Pública.
- Instituto Asturiano de Administración Pública “Adolfo Posada” (IAAP).
- Oficina de Investigación Biosanitaria (OIB) – FICYT.
- Real Instituto de Estudios Asturianos (RIDEA).
- Red Asturiana de Información Juvenil.
- Servicio Sanitario de Atención Ciudadana.
- Servicios Jurídicos de la Administración del Principado de Asturias.

## Premio Adolfo Posada
El SIDRA recibió en el año 2005 el Premio Adolfo Posada en su VI edición, a las iniciativas innovadoras relacionadas con la organización y gestión de las Administraciones Públicas por poner las nuevas tecnologías al servicio de la mejora del funcionamiento de toda la Administración del Principado y por su transparencia y relación con la ciudadanía.